# Tuby
Tuby (del ruso: Тубы) es un selo del raión de Apsheronsk del krai de Krasnodar, en Rusia. Está situada en las vertientes septentrionales del Cáucaso Occidental, en la orilla izquierda del río Psheja, afluente del Bélaya, que lo es del Kubán, 38 km al sur de Apsheronsk y 116 km al sureste de Krasnodar, la capital del krai. Tenía 137 habitantes en 2010
Pertenece al municipio Otdaliónnoye.